# Parafia Najświętszego Serca Pana Jezusa w Kosobudach
Parafia Najświętszego Serca Pana Jezusa w Kosobudach – parafia rzymskokatolicka, znajdująca się w diecezji pelplińskiej, w dekanacie Brusy.